# 빅토르 흐랴파
빅토르 블라디미로비치 흐랴파(러시아어: Ви́ктор Влади́мирович Хря́па, 1982년 8월 3일~)는 러시아의 농구 선수이다. 현역 시절 포지션은 파워 포워드와 스몰 포워드로 형인 니콜라이도 농구 선수로 활동했다. VTB 유나이티드 리그의 CSKA 모스크바에서 대부분의 선수 경력을 보냈으며, 전미 농구 협회(NBA)의 포틀랜드 트레일블레이저스와 시카고 불스 소속으로도 활약했다. 올유로리그 팀에 3번 선정되었으며, 2010년에는 유로리그 올해의 수비수 상을 받았다.
국제 대회에 러시아 대표팀 소속으로 뛰었으며, 2007년 유럽 선수권 대회에서 금메달을 획득했다. 이후 2012년 하계 올림픽과 2011년 유럽 선수권 대회에서 동메달을 획득했다.